# Nourseothricin
Nourseothricin (NTC) là một thành viên của nhóm streptothricin thuộc kháng sinh aminoglycoside được sản xuất bởi các loài Streptomyces. Về mặt hóa học, NTC là hỗn hợp của các hợp chất streptothricin C, D, E và F. NTC ức chế tổng hợp protein bằng cách gây mã hóa nhầm. Nó được sử dụng như một chất chỉ điểm lựa chọn cho một loạt các sinh vật bao gồm vi khuẩn, nấm men, nấm sợi và tế bào thực vật. Tác dụng phụ bất lợi không được biết đến trên các tế bào được lựa chọn, một đặc tính của một loại thuốc chọn lọc.
NTC có thể bị bất hoạt bởi nourseothricin N-acetyl transferase (NAT) từ Streptomyces noursei, một loại enzyme acetyl hóa nhóm beta-amino của beta-lysine dư thừa trong NTC. NAT do đó có thể hoạt động như một gen kháng kháng sinh.

## Tính chất
NTC hòa tan nhiều trong nước (~ 1g / mL) và tồn tại dưới dạng dung dịch trong vòng 2 năm ở 4 °C.